# Satz von Marden

Dreieck und einbeschriebene Ellipse zu den Nullstellen (schwarz), und von und Nullstellen (rot) ; von

Der Satz von Marden (nach Morris Marden) ist ein mathematischer Satz aus dem Gebiet der Funktionentheorie. Er beschreibt eine geometrische Beziehung zwischen den Nullstellen eines Polynoms dritten Grades und den Nullstellen seiner Ableitung. Nach dem Satz von Gauß-Lucas müssen die Nullstellen der Ableitung innerhalb des von den Nullstellen des Polynoms in der komplexen Zahlenebene gebildeten Dreiecks liegen. Der Satz von Marden liefert darüber hinaus eine exakte Lokalisierung und lautet wie folgt:
Sei {\displaystyle p(z)} ein komplexes Polynom dritten Grades. Besitzt {\displaystyle p(z)} drei unterschiedliche nicht kollineare Nullstellen, dann besitzt das von ihnen in der komplexen Zahlenebene gebildete Dreieck eine einbeschriebene Ellipse, die das Dreieck in den Seitenmitten berührt und deren zwei Brennpunkte die Nullstellen von {\displaystyle p'(z)} sind.
Die in dem Satz auftretende Ellipse, ist die Steiner-Inellipse des von den Nullstellen des Polynom gebildeten Dreiecks. Obwohl der Satz heute nach Morris Marden benannt ist, geht seine Entdeckung nicht auf ihn selbst zurück. Marden beschrieb das Resultat 1945 in einem Artikel und später auch in seinem Buch Geometry of Polynomials (1966) ohne einen speziellen Namen dafür zu verwenden. Allerdings gibt er eine Reihe früherer Veröffentlichungen an, an deren Anfang eine Publikation von Jörg Siebeck in Crelles Journal (1864) steht. Die Darstellung des Satzes in einem Artikel des American Mathematical Monthly durch den Mathematiker Dan Kalman wurde 2008 mit dem Lester Randolph Ford Award ausgezeichnet.